# Conques (tổng)
Tổng Conques là một tổng thuộc tỉnh Aveyron trong vùng Occitanie.
Tổng này được tổ chức xung quanh Conques ở quận Rodez. Độ cao khu vực này dao động từ 180 m (Grand-Vabre) đến 684 m (Saint-Félix-de-Lunel) với độ cao trung bình 394 m.

## Hành chính
| Giai đoạn | Ủy viên               | Đảng | Tư cách                 |
| --------- | --------------------- | ---- | ----------------------- |
| 1833-1844 | Christian Alary       |      | Thị trưởng Conques      |
| 1844-1848 | Alphonse Auzouy       |      | Nghiệp chủ tại Rignac   |
| 1849-1865 | M. d'Hauterives       |      | Luật sư tại Grand-Vabre |
| 1865-1875 | J. Delsol             |      | Député                  |
| 1875-1890 | Casimir Benazech      |      | Thị trưởng Sénergues    |
| 1890-1904 | Louis Fraysse         |      | Kỹ sư mỏ                |
| 1904-1928 | Benazech              |      | Thị trưởng Sénergues    |
| 1928-1945 | Marion                |      | Luật sư tại Rodez       |
| 1945-1952 | Dr Fau                |      | Tiến sĩ tại Conques     |
| 1952-1964 | Augustin Mercadier    |      | Thị trưởng Sénergues    |
| 1964-1970 | Marie-Louise Gardanez |      |                         |
| 1970      | Pierre Riom           |      | Giám đốc ngân hàng      |
| 2001-2014 | Bernard Burguière     | DVD  |                         |

## Các đơn vị trực thuộc
Tổng Conques gồm 6 xã với dân số 2 631 người (điều tra dân số năm 1999, dân số không tính trùng)
| Xã                        | Dân số | Mã bưu chính | Mã insee |
| ------------------------- | ------ | ------------ | -------- |
| Conques                   | 302    | 12320        | 12076    |
| Grand-Vabre               | 424    | 12320        | 12114    |
| Noailhac                  | 193    | 12320        | 12173    |
| Saint-Cyprien-sur-Dourdou | 766    | 12320        | 12218    |
| Saint-Félix-de-Lunel      | 401    | 12320        | 12221    |
| Sénergues                 | 545    | 12320        | 12268    |

## Biến động dân số
| 1962                                                     | 1968  | 1975  | 1982  | 1990  | 1999  |
| -------------------------------------------------------- | ----- | ----- | ----- | ----- | ----- |
| 3 296                                                    | 3 654 | 3 314 | 3 209 | 2 862 | 2 631 |
| Nombre retenu à partir de 1962 : dân số không tính trùng |       |       |       |       |       |